# كرنب (نوع نباتي)
الكرنب، الملفوف أو الكرنب الزيتي (باللاتينية: Brassica oleracea) نوع نباتي يتبع جنس الكرنب من الفصيلة الصليبية موطنها غرب وجنوب أوروبا. هذا النوع من أهم أنواع الكرنب، حيث تتبعه ضروب وأصناف ذات أهمية اقتصادية فائقة مثل الملفوف والقرنبيط والفرنبي الأسود.
تعتبر الكرنب الزيتي من الأنواع النباتيّة التي تشمل العديد من الأطعمة الشائعة، مثل الكرنب والبروكلي والقرنبيط واللفت وكرنب بروكسل وكولارد غرينز (نبات خضري يشبه الملفوف) وكرنب سافوي والكرُنب السّاقِي والبروكلي الصينيّة.
في حال كان نبات الكرنب الزيتيّة بعلاً يطلق عليه اسم «الكرنب البري»، وموطنه الأصلي جنوب وغرب أوروبا الساحلية. إنّ امتلاك الكرنب الزيتيّة للقدرة الكبيرة على الاحتفاظ بالأملاح وكربونات الكالسيوم (الجير) وعدم قابليّته للمزاحمة من قبل النباتات الأخرى يجعلان من ظهوره بشكلٍ طبيعي يقتصر على منحدرات البحر الجيرية، مثل منحدرات الطباشير على جانبي القناة الإنجليزيّة، وعلى ساحل الجانب الغربي من جزيرة وايت الإنكليزيّة الذي تعصف به الرياح.
الكرنب الزيتي البري هي نبات ثنائي الحَوْل Biennial plant يتألّف من أوراق كبيرة قاسية وسميكة في السنة الأولى. تكون أوراق الكرنب الزيتيّة أكثرَ سمكاً واكتنازاً من أنواع الكرنب الأخرى -وهو تكيّف يساعدها على تخزين المياه والمواد الغذائية في بيئتها التي من الصعب أن تنمو فيها النباتات- وفي عامه الثان، يستخدمُ النباتُ الموادَّ الغذائية المخزّنة لإنتاج نورة زهرية flower spike طولها من 1 إلى 2 متر (3-7 قدم) تحملُ العديد من الزهور صفراء اللّون.

## الزراعة والاستخدامات
أصبحت الكرنب الزيتيّة محصولاً نباتيّاً مهمّاً على قائمة الغذاء البشري، تُستخدم لاحتوائها على عناصر غذائية عديدة تُخزّن داخل أوراقها خلال فصل الشتاء. فالكرنب الزيتي غنيّة بالعناصر الغذائيّة الأساسيّة بما في ذلك فيتامين سي. ترتبط الحمية الغذائيّة الغنيّة بالخضروات الصليبية (مثل الملفوف والبروكلي والقرنبيط) بتقليل خطر الإصابة بالعديد من أنواع السّرطان البشرية.
يعتقد الباحثون أنّه قد تمّت زراعة الكرنب الزيتي منذ عدّة آلافٍ من السنين، لكنّ تاريخه كنبات مُدجّن ليس واضحًا قبل العصور اليونانية والرومانية، وذلك عندما كان نباتاً بستانيّاً. يذكر عالم النبات الإغريقي ثاوفرسطس ثلاثة أنواع من الكرنب (ῤάφανος) وهي: الكرنب ذو الأوراق المجعدة، والكرنب ذو الأوراق الناعمة، والكرنب البرّي. وتحدّث ثاوفرسطس أيضاً عن التعارض الغريزي للكرنب مع كرمة العنب، لأنّ الاعتقاد الذي كان سائداً عند القدماء هو أنّ الكرنب الذي يزرع بالقرب من العنب يضفي بنكهته على الخمر. تمّ تربية طيف واسع من الكرنب الزيتي، بما في ذلك الملفوف، والبروكلي، واللفت، وبعضُ النباتاتِ الأخرى التي يصعب ملاحظة أنّها تنتمي لنفس النوع، أو حتّى لنفس الجنس. قد يكون الشكل العامّ لنباتات الكرنب الزيتيّة «شكل الإثمار المتقاطع»cross-bearing -في إشارة إلى الزهور ذات الأربع بتلات- هو الميّزة الوحيدة الموحّدة لها جميعاً عدا المذاق.

## الضروب والمستنبتات
| المستنبت              | الصورة | الاسم العلمي                                |
| --------------------- | ------ | ------------------------------------------- |
| ملفوف بري             |        | Brassica oleracea var. oleracea             |
| ملفوف                 |        | Brassica oleracea var. capitata f. alba     |
| كرنب سافوي            |        | Brassica oleracea var. capitata f. sabauda  |
| ملفوف أحمر            |        | Brassica oleracea var. capitata f. rubra    |
| ملفوف مخروطي          |        | Brassica oleracea var. capitata f. acuta    |
| غاي لان               |        | Brassica oleracea var. alboglabra           |
| كرنب (خضار)           |        | Brassica oleracea var. viridis              |
| كرنب جرسي ‏            |        | Brassica oleracea var. longata              |
| كرنب أجعد             |        | Brassica oleracea var. sabellica            |
| كرنب توسكاني          |        | Brassica oleracea var. palmifolia           |
| كُرُنب أبيد             |        | Brassica oleracea var. ramosa               |
| كليت ‏                 |        | Brassica oleracea var. viridis x gemmifera  |
| Marrow cabbage        |        | Brassica oleracea var. medullosa            |
| كُرُنب تُرُنجودة          |        | Brassica oleracea var. costata              |
| كرنب بروكسل           |        | Brassica oleracea var. gemmifera            |
| كرنب ساقي             |        | Brassica oleracea var. gongylodes           |
| قرنبيط أسود أو بركولي |        | Brassica oleracea var. italica              |
| قرنبيط                |        | Brassica oleracea var. botrytis             |
| كَوليني                |        | Brassica oleracea var. botrytis             |
| بروكلي رومانسكي       |        | Brassica oleracea var. botrytis             |
| بَركولي تُربولي         |        | Brassica oleracea var. botrytis             |
| برنبيط ‏               |        | Brassica oleracea var. botrytis × italica   |
| بُريكلي ‏               |        | Brassica oleracea var. italica × alboglabra |